# Canton de Gourbeyre
Le canton de Gourbeyre est une ancienne division administrative française, située dans le département de la Guadeloupe et la région Guadeloupe.

## Composition
Le canton de Gourbeyre comprenait une commune :
- Gourbeyre : 7 632 habitants

## Représentation
| Période                                                 | Période          | Identité               | Étiquette    | Qualité |
| ------------------------------------------------------- | ---------------- | ---------------------- | ------------ | --- |
| 1985                                                    | 1992 (démission) | Lucette Michaux-Chevry | DVG puis RPR | Maire de Gourbeyre (1987-1995) Députée (1986, 1988-1993) Secrétaire d'État (1986-1988) Ministre (1993-1995) Présidente du conseil régional (1992-2004) |
| 1992                                                    | 2001             | Luc Adémar             | DVD          | Maire de Gourbeyre (1995-2020) Suppléant du député Philippe Chaulet (1997-2002) Conseiller régional (1998-2004)                                        |
| 2001                                                    | 2008             | Serge Zou              | OG-UMP       | Retraité de l'Éducation nationale |
| 2008                                                    | 2015             | Luc Adémar             | DVD          | Maire de Gourbeyre (1995-2020) |
| Les données antérieures ne sont pas encore mentionnées. |                  |                        |              | |